# Antonio Pedrero (ciclista)
Antonio Pedrero López (Tarrasa, Barcelona, 23 de octubre de 1991) es un ciclista profesional español. Debutó como profesional en julio de 2015 con el equipo Team Inteja-MMR tras haber conseguido una victoria en la Clásica Ciudad de Torredonjimeno. Su primera carrera profesional fue el Tour de Guadalupe donde consiguió imponerse en la última etapa y acabar en tercera posición.
Para la temporada 2016 Antonio fichó por el conjunto Movistar Team, donde compite desde entonces.

## Carrera profesional
Su padre, José Pedrero, también fue ciclista profesional a finales de la década de los 80. Compitió durante cinco temporadas en la máxima categoría en los equipos Caja Rural, Teka y Puertas Mavisa y disputó dos ediciones de la Vuelta a España: 1991 (58.º) y ’92 (40.º).
Antonio Pedrero obtuvo su primera victoria como profesional participando en la parte final de la campaña 2015 con el equipo continental dominicano Inteja, con el que compitió en el Tour de Guadalupe. En tierras caribeñas, se hizo con el triunfo en la última etapa tras un ataque en el ascendente kilómetro final, además de subir al tercer escalón del podio definitivo de la carrera. Además, finalizó tercero en la clasificación general. Fue una de sus últimas competiciones antes de dar el salto al Movistar Team.
Su debut en una gran vuelta se produjo ya con el Movistar, participando en la Vuelta a España 2017, finalizando el 51.º en la clasificación.
En 2019 su visibilidad fue en aumento tras una temporada extraordinaria en el Giro de Italia. Su empuje en montaña fue fundamental para garantizar el éxito de Richard Carapaz. Ese mismo año, participa en la Vuelta a Burgos, finalizando 3.º en la etapa con final en Picón Blanco y 4.º en la general.
En 2020 obtuvo su mejor resultado en una gran vuelta, finalizando dentro del top-20 del Giro de Italia, acabando en 19.ª posición.
En 2021 consiguió la victoria de la clasificación general de la Ruta de Occitania. En la 3.ª etapa se colocó de líder tras ganar la etapa reina de la prueba, una etapa que transitaba por el Col du Tourmalet. Un día más tarde, consolidó el maillot naranja de líder y se llevó la clasificación general.

## Palmarés
2015
- 1 etapa del Tour de Guadalupe

2021
- Ruta de Occitania, más 1 etapa

2022
- 1 etapa del Tour de l'Ain

## Resultados en Grandes Vueltas
Durante su carrera deportiva ha conseguido los siguientes puestos en las Grandes Vueltas:
| Carrera | Carrera         | 2015 | 2016 | 2017 | 2018 | 2019 | 2020 | 2021 | 2022 | 2023 | 2024 |
| ------- | --------------- | ---- | ---- | ---- | ---- | ---- | ---- | ---- | ---- | ---- | ---- |
|         | Giro de Italia  | —    | —    | —    | 92.º | 46.º | 19.º | 22.º | 27.º | —    | —    |
|         | Tour de Francia | —    | —    | —    | —    | —    | —    | —    | —    | Ab.  | —    |
|         | Vuelta a España | —    | —    | 51.º | —    | 43.º | —    | —    | —    | —    | —    |

—: no participa

Ab.: abandono

## Equipos
- Team Inteja-MMR (2015)
- Movistar Team (2016-)